# Niinijärvi (sjö i Lappland)
Niinijärvi är en sjö i Finland. Den ligger i kommunen Rovaniemi i landskapet Lappland, i den norra delen av landet, 700 km norr om huvudstaden Helsingfors. Niinijärvi ligger 151,8 meter över havet. Den är 17 meter djup. Arean är 1,85 kvadratkilometer och strandlinjen är 11,5 kilometer lång. Sjön  ingår i Kemi älvs huvudavrinningsområde. 